# 10891 Фінк
10891 Фінк (10891 Fink) — астероїд головного поясу, відкритий 30 серпня 1997 року.
Тіссеранів параметр щодо Юпітера — 3,583.